# Calamus wightii
Calamus wightii är en enhjärtbladig växtart som beskrevs av William Griffiths. Calamus wightii ingår i släktet Calamus och familjen Arecaceae. Inga underarter finns listade i Catalogue of Life.